# النادي الرياضي البنبلي
النادي الرياضي البنبلي هو فريق كرة قدم تونسي تأسس عام 1963 في مدينة بنبلة ، ولاية المنستير يلعب هذا الفريق في الرابطة التونسية الثالثة لكرة القدم في موسم 2019 - 2020.